# 樂 (佛教)
樂，佛教術語，指快樂、愉悅的正面感受。

## 概論
樂是一種身心上的正面感受。當身心調適，就會出現這種感受；世間人滿足五欲時也會產生短暫的欲樂。此外，經由修行，如禪定時可以感受到禪樂；感受到由煩惱中解脫，也會帶來樂的感受，稱為解脫樂或聖樂（ariya-sukha）。
其反義詞是苦，若是違逆身心，帶來煩惱，則會出現苦的感受。